# Carsten Herrmann-Pillath

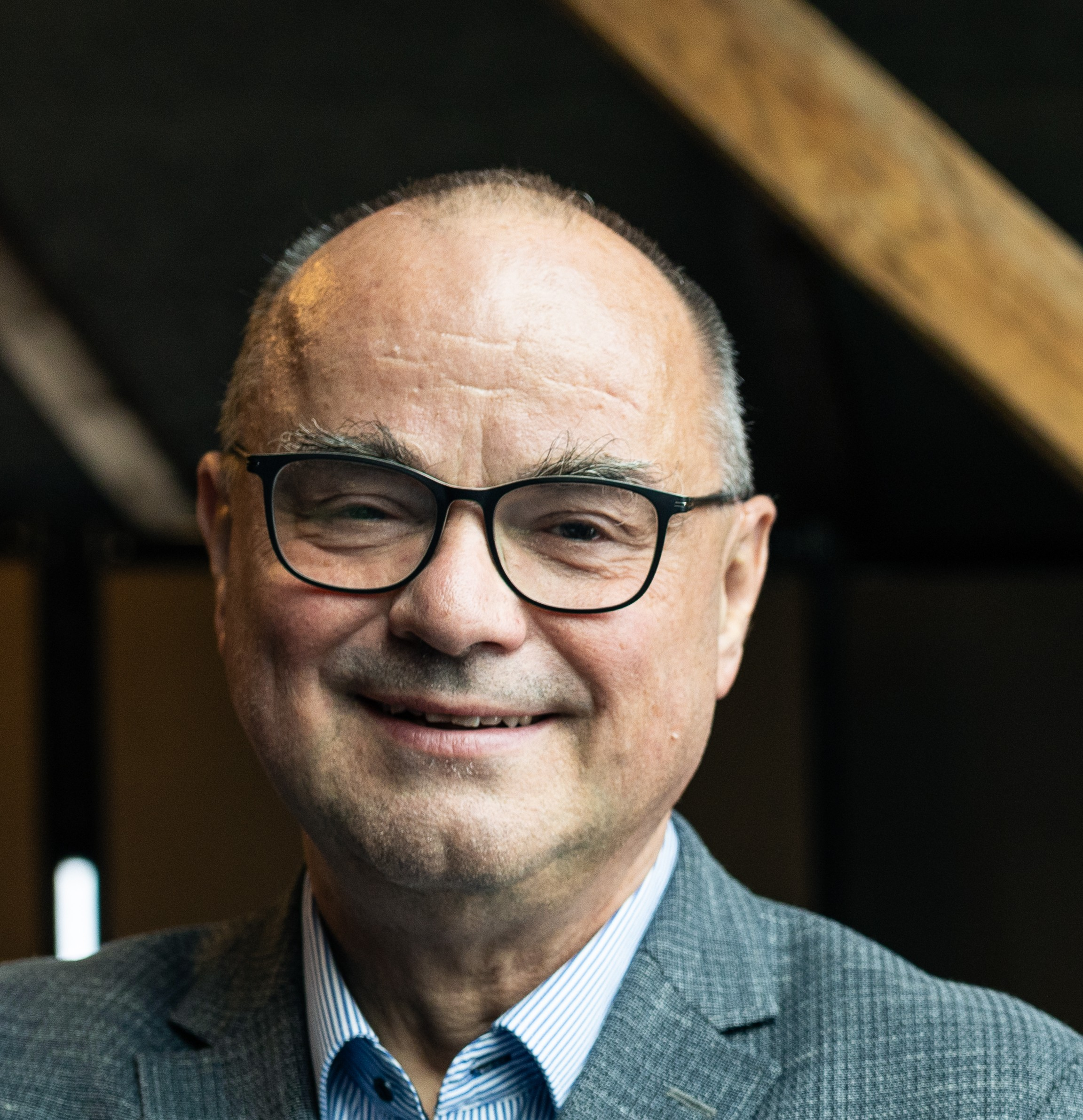
Carsten Herrmann-Pillath

Carsten Herrmann-Pillath (* 24. Februar 1959 in Dessau) ist deutscher Volkswirt und Sinologe. Er ist Professor und Permanent Fellow am Max Weber Kolleg für kultur- und sozialwissenschaftliche Studien an der Universität Erfurt.

## Werdegang
Herrmann-Pillath absolvierte von 1978 bis 1988 ein Studium der Volkswirtschaftslehre und Sinologie an der Staatswissenschaftlichen Fakultät der Universität Köln, das er mit einer Dissertation bei Gernot Gutmann über Chinas Kultur- und Wirtschaftsordnung abschloss. Danach war er etwa vier Jahre als wissenschaftlicher Referent am Bundesinstitut für ostwissenschaftliche und internationale Studien, Köln, tätig, bevor er 1992 zum Professor für Ostasienwirtschaft/China an der Gerhard-Mercator-Universität Duisburg berufen wurde. Zwischen 1996 und 2008 war er Inhaber des Lehrstuhls Evolutionsökonomik und Institutionentheorie der Universität Witten/Herdecke und Leiter des Institutes für kulturvergleichende Wirtschaftsforschung. Zwischen 2005 und 2010 gründete und leitete er die dortige Sino-German School of Governance (SGSG). Im Jahr 2008 wurde er an die Frankfurt School of Finance and Management berufen und gründete dort das East West Centre for Business Studies and Cultural Science als Nachfolgeorganisation der SGSG, kombiniert mit dem Studiengang ‚Master of International Business‘. Zwischen 2015 und 2016 hatte er die Professur für Economics and Evolutionary Sciences an der privaten Universität Witten/Herdecke inne. Im Mai 2016 wurde er als Permanent Fellow an das Max-Weber-Kolleg für kultur- und sozialwissenschaftliche Studien der Universität Erfurt berufen. Er ist Distinguished Visiting Professor an der Beijing Normal University in China.

## Wirken
Herrmann-Pillath ist ein Vertreter der evolutionsökonomischen und institutionenökonomischen sowie der chinawissenschaftlichen (sinologischen) Forschung in Deutschland. Seine Forschungen zielen auf die Entwicklung einer interdisziplinären Theorie des Wandels der Wirtschaft in ihrer institutionellen und kulturellen Einbettung. Ausgehend von modernen philosophischen Ansätzen in der Ontologie und Sprachphilosophie begreift er die Wirtschaftswissenschaft als Brückenwissenschaft zwischen Natur- und Geisteswissenschaften.
Herrmann-Pillath hat international rezipierte Beiträge zur interdisziplinären Begründung der Wirtschaftswissenschaft geleistet, und diese Ansätze auf unterschiedliche Bereiche empirisch bzw. wirtschaftspolitisch angewendet, vor allem im Bereich der Erforschung der chinesischen Wirtschaft und der internationalen Handelspolitik. Die philosophischen Perspektiven gewinnt er von Hegel und Peirce. Im Bereich der evolutionären und ökologischen Ökonomik hat er eine Theorie des Wachstums mit Energie und Information als fundamentalen theoretischen Konzepten entwickelt. Er hat eine naturalistische Theorie der Institutionen vorgelegt und am Beispiel des Geldes ausgearbeitet, in dem die moderne Neuroökonomik mit der Institutionentheorie Masahiko Aokis integriert wird. Seine Synthese stützt sich auf eine semiotische und evolutionäre Neuformulierung der Neuroökonomie. Seine Institutionentheorie baut auf dem Konzept der ‚Performativität‘ auf und schlägt Brücken zu neuesten Entwicklungen in der Soziologie und Philosophie (u. a. actor-network theory, science and technology studies). Im Bereich der internationalen Wirtschaft hat er das neue Paradigma der‚ Deliberativen Handelspolitik‘ vorgeschlagen und vor allem in Analysen der WTO ausgearbeitet. Seine  Forschung zu China kulminiert in einer kulturwissenschaftlichen Theorie der chinesischen Wirtschaft, die den Begriff des ‚Rituals‘ in den Mittelpunkt rückt. Herrmann-Pillaths derzeitige Forschung befasst sich mit einer kritischen Theorie der Wirtschaft, die zusammen mit Stephan Bannas eine radikale Transformation der kapitalistischen Wirtschaft vorschlägt. Grundbausteine sind hier Geozentrismus, Definanzialisierung, die Abschaffung von allen Beschränkungen der persönlichen Haftung und ein neues Modell zum bedingungslosen Grundeinkommen. In Zusammenarbeit mit Christian Hederer formulierte er seine Theorie in dem Buch "A New Principles of Economics: The Science of Markets" (2023, Chinesische Übersetzung 2024). Seine Paradigma ändernde Forschung befasst sich außerdem mit Embodiment in der Wirtschaft (Mit Frédéric Basso, LSE) und dem Eigentum von Ökosystemen. Diesen Ansatz führte er weiter zu einer neuen Theorie zu "having" und "havings", die Eigentum und Verfügungsrechte behandelt.

## Veröffentlichungen (Auswahl)
Bücher
- - Foundations of Economic Evolution. A Treatise on the Natural Philosophy of Economics. Edward Elgar, Cheltenham 2013, ISBN 978-1-84720-474-5
  - with Ivan Boldyrev, Hegel, Institutions and Economics: Performing the Social, Routledge, Abingdon and New York 2014, ISBN 978-1-315-84866-2
  - China's Economic Culture: The Ritual Order of State and Markets, Routledge, Abingdon and New York 2016, ISBN 978-1-315-88465-3
  - Herrmann-Pillath, Carsten, Guo Man and Feng Xingyuan (2020): Ritual and Economy in Metropolitan China: A Global Social Science Approach, Routledge. ISBN 978-1-138-39197-0
  - Carsten Herrmann-Pillath and Christian Hederer´(2023), A New Principles of Economics: The Science of Markets, Routledge, ISBN 978-0-367-55719-5
  - Frédéric Basso and Carsten Herrmann-Pillath (2024), Embodiment, Political Economy and Human Flourishing: An Embodied Cognition Approach to Economic Life, Palgrave Macmillan, ISBN 978-3-031-54970-0
  - Carsten Herrmann-Pillath (2024), Havings. Steps towards a New Economic Philosophy of Property and Beyond. Structural Change of Property, volume 7. Frankfurt: Campus Verlag, 2024. ISBN 978-3-593-51976-0, ISBN 978-3-593-51976-0

Aufsätze
- - with Simo Sarkki, Timo Maran, Katriina Soini, Juha Hiedanpää, Nature-based solutions as more-than-human art: Co-evolutionary and co-creative design approaches, Nature-Based Solutions, Volume 4, 2023, 100081, doi:10.1016/j.nbsj.2023.100081
  - With Guo Man, The Cultural Governance of Death in Shenzhen, The China Quarterly, Vol 254 , June 2023 , pp. 396 - 411 doi:10.1017/S0305741022001898
  - The universal commons: An economic theory of ecosystem ownership, Ecological Economics, Volume 208, 107822, 2023. doi:10.1016/j.ecolecon.2023.107822
  - "Evolutionary mechanisms of choice: Hayekian perspectives on neurophilosophical foun-dations of neuroeconomics". Economics and Philosophy, 1–20. 2021. doi:10.1017/S0266267120000371
  - with Guo Man, "Interaction ritual chains and religious economy: Explorations on ritual in Shenzhen". Identities, 2021. doi:10.1080/1070289X.2021.1911474
  - "Power, ideas and culture in the ‘longue durée’ of institutional evolution: Theory and ap-plication on the revolutions of property rights". Russia, Journal of Evolutionary Economics, 29(5), 1483–1506, 2019. doi:10.1007_s00191-019-00624-z
  - "From dual systems to dual function: Rethinking methodological foundations of behavioural economics". Economics & Philosophy, 35(3), 403–422. 2019. doi:10.1017/S0266267118000378
  - "The Case for a New Discipline: Technosphere Science". Ecological Economics, 149, 212–225, 2018, doi:10.1016/j.ecolecon.2018.03.024
  - "Constitutive explanations in neuroeconomics: Principles and a case study on money". Journal of Economic Methodology. 23 (4): 374–395. 2016 doi:10.1080/1350178X.2016.1218531
  - "Fei Xiaotong's comparative theory of Chinese culture: Its relevance for contemporary cross-disciplinary research on Chinese ‘collectivism’". Copenhagen Journal of Asian Studies 34(1), 2016, 25–57, online
  - Herrmann-Pillath, Carsten (2016). "Constitutive explanations in neuroeconomics: Principles and a case study on money". Journal of Economic Methodology. 23 (4): 374–395. doi:10.1080/1350178X.2016.1218531. S2CID 147919637